# Wyeomyia nigricephala
Wyeomyia nigricephala is een muggensoort uit de familie van de steekmuggen (Culicidae). De wetenschappelijke naam van de soort is voor het eerst geldig gepubliceerd in 1978 door Clastrier & Claustre.